# Sparegrisens filmrevy nr. 6
Sparegrisens filmrevy nr. 6 er en dansk dokumentarfilm fra 1958 produceret af Laterna Film, Sparekassernes Skoleopsparing A/S under redaktion af Tue Ritzau.

## Handling
1) Danske spejdere i London: Tre danske spejdere er i London for at deltage i et gigantisk stævne, der afholdes i anledning af 100 årsdagen for Robert Baden-Powells fødsel.
2) Kokoshøst på Ceylon: I en fattig landsby finder man sin næring i kokosnødderne, der gror lige uden for døren.
3) Rigmor har en præmieso: Rigmor fra Store Heddinge har købt grisen Gisa, for de penge hun har sparet sammen.
4) Iskager i Zoo: Zoologisk Haves to nye chimpanser elsker iskager.